# Mormia lanceolata
Mormia lanceolata és una espècie d'insecte dípter pertanyent a la família dels psicòdids que es troba a Àsia: el Japó.